# Зоран Ерцег
Зоран Ерцег (Пакрац, 11. јануар 1985) је бивши српски кошаркаш. Играо је на позицији крилног центра.

## Клупска каријера
Ерцег је рођен у Пакрацу, СР Хрватска, а са породицом је живео у Липику до 1991. године. Тада се због рата сели у Нови Бечеј. У овом месту је почео да тренира кошарку, и дебитовао је као сениор у екипи Полет Керамике.
Током 2003. године прелази у ФМП. Као млад играч није добијао пуно шансе током прве две сезоне. Сезону 2005/06. почиње на позајмици у чачанском Борцу, али се током сезоне враћа у ФМП и учествује у освајању Јадранске лиге 2005/06. У наредном периоду постаје један од водећих играча ФМП-а, и са клубом осваја још један трофеј — Куп Радивоја Кораћа 2007, где је у финалној утакмици против Партизана постигао 15 поена. Најбоље партије је пружао у сезони 2007/08. када је добио и награду за најбољег стрелца Суперлиге Србије.
У јуну 2008. потписује петогодишњи уговор са грчким Олимпијакосом. Ерцег је у дресу клуба из Пиреја током сезоне 2008/09. у Евролиги просечно постизао пет поена и имао 2,2 скока по мечу, док је у грчком првенству имао 6,5 поена и три скока по утакмици. У новембру 2009. је прослеђен на позајмицу у Паниониос до краја сезоне 2009/10. За сезону 2010/11. се вратио у Олимпијакос и добио нешто већу минутажу код српског тренера Душана Ивковића.
У августу 2011. раскида уговор са Олимпијакосом и прелази у Бешикташ. Са турским клубом је у сезони 2011/12. освојио три трофеја — национално првенство, куп и ФИБА Еврочеленџ. Ерцег је у овим успесима имао велику улогу. Забележио је 25 поена и 15 скокова у победи 91:86 над Елан Шалоном у финалу Еврочеленџа. Потом је у јуну водио клуб до титуле првака Турске, прве након 36 година. Ерцег је у финалу турског првенства, које је тај клуб решио у своју корист дошавши до коначних 4:2 против Ефеса, постигао укупно 75 поена (редом по 15, 11, 17, 8, 9 и 15), а од њега је у Бешикташу ефикаснији био само Карлос Аројо са 96 постигнутих поена.
У јуну 2012. је потписао трогодишњи уговор са московским ЦСКА. На самом почетку сезоне, у октобру 2012, је повредио Ахилову тетиву због чега је отишао на вишемесечну паузу. Вратио се на терен крајем јануара 2013. У дресу ЦСКА је у сезони 2012/13. бележио просечно по мечу 6,2 поена у Евролиги, и седам поена у ВТБ јунајтед лиги. Освојио је титулу првака Русије као и регионалну ВТБ лигу.
У јулу 2013. је раскинуо уговор са ЦСКА и прешао у Галатасарај. У дресу турског клуба је у Евролиги током сезоне 2013/14. бележио просечно 11,2 поена по мечу, а рекорд каријере у овом такмичењу је забележио 4. априла 2014. када је против ЦСКА постигао 35 поена. У наредној 2014/15. сезони је пружао још боље партије у Евролиги. Бележио је просечно 15 поена по мечу, а најбољу партију у овој сезони је имао 21. новембра 2014. када је против Црвене звезде постигао 32 поена уз индекс корисности 41 што му је донело награду за најкориснијег играча кола, по први пут у каријери. Након завршетка сезоне 2014/15. је напустио Галатасарај. Током сезоне 2015/16. је био без ангажмана, али је индивидуално тренирао. У јануару 2017. медији су објавили да је Ерцег завршио играчку каријеру.

## Репрезентација
Први позив за сениорску репрезентацију, тада Србије и Црне Горе, Ерцег је добио током лета 2006. од тадашњег селектора Драгана Шакоте. Накнадно је уврштен на списак након што је Дејан Милојевић отказао позив. Ерцег је био на припремама али одлуком селектора није био међу 12 играча који су путовали на Светско првенство 2006. у Јапану. Ипак наредне године се нашао на коначном списку селектора Зорана Славнића за Европско првенство 2007. у Шпанији. Репрезентација Србије је такмичење завршила већ у групној фази, а Ерцег је на три одигране утакмице бележио просечно 4,7 поена и 6 скокова по мечу. Код наредног селектора Душана Ивковића је током лета 2008. играо у квалификацијама за Европско првенство 2009. у Пољској. Србија је изборила пласман на поменуто првенство, али Ерцег ипак није путовао на њега. Прошао је комплетне припреме током лета 2009, али је одлуком селектора Ивковића отпао при последњем скраћивању списка.
Нашао се на ширем списку играча за Светско првенство 2010. у Турској, почео припреме, али као и претходне године одлуком Ивковића није уврштен међу коначних 12. Није се нашао на списку играча за Европско првенство 2011. у Литванији, али је током лета 2012. заиграо за национални тим у квалификацијама за Европско првенство 2013. у Словенији. Због повреде је отказао позив селектору Ивковићу за Европско првенство у Словенији. Иста ситуација је била и наредног лета, када је због повреде отказао позив новом селектору Александру Ђорђевићу за Светско првенство 2014. у Шпанији. Наредне године се одазвао, и потом нашао на коначном списку селектора Ђорђевића за Европско првенство 2015. које је одржано у Француској, Хрватској, Немачкој и Летонији. Србија је на овом Европском првенству стигла до полуфинала где је поражена од Литваније, а потом је изгубила и у мечу за треће место од Француске. Ерцег је на девет одиграних утакмица бележио просечно 8,3 поена и 2,6 скока по мечу.

## Успеси

### Клупски
- ФМП:
  - Јадранска лига (1): 2005/06.
  - Куп Радивоја Кораћа (1): 2007.
- Олимпијакос:
  - Куп Грчке (1): 2011.
- Бешикташ:
  - Првенство Турске (1): 2011/12.
  - Куп Турске (1): 2012.
  - ФИБА Еврочеленџ (1): 2011/12.
- ЦСКА Москва:
  - Првенство Русије (1): 2012/13.
  - ВТБ јунајтед лига (1): 2012/13.

### Појединачни
- Најбољи стрелац Суперлиге Србије (1): 2007/08.
- Учесник Ол-стар утакмице Првенства Турске (1): 2012.
- Учесник Ол-стар утакмице Првенства Грчке (2): 2010, 2011.